# Rudolph Snel van Royen

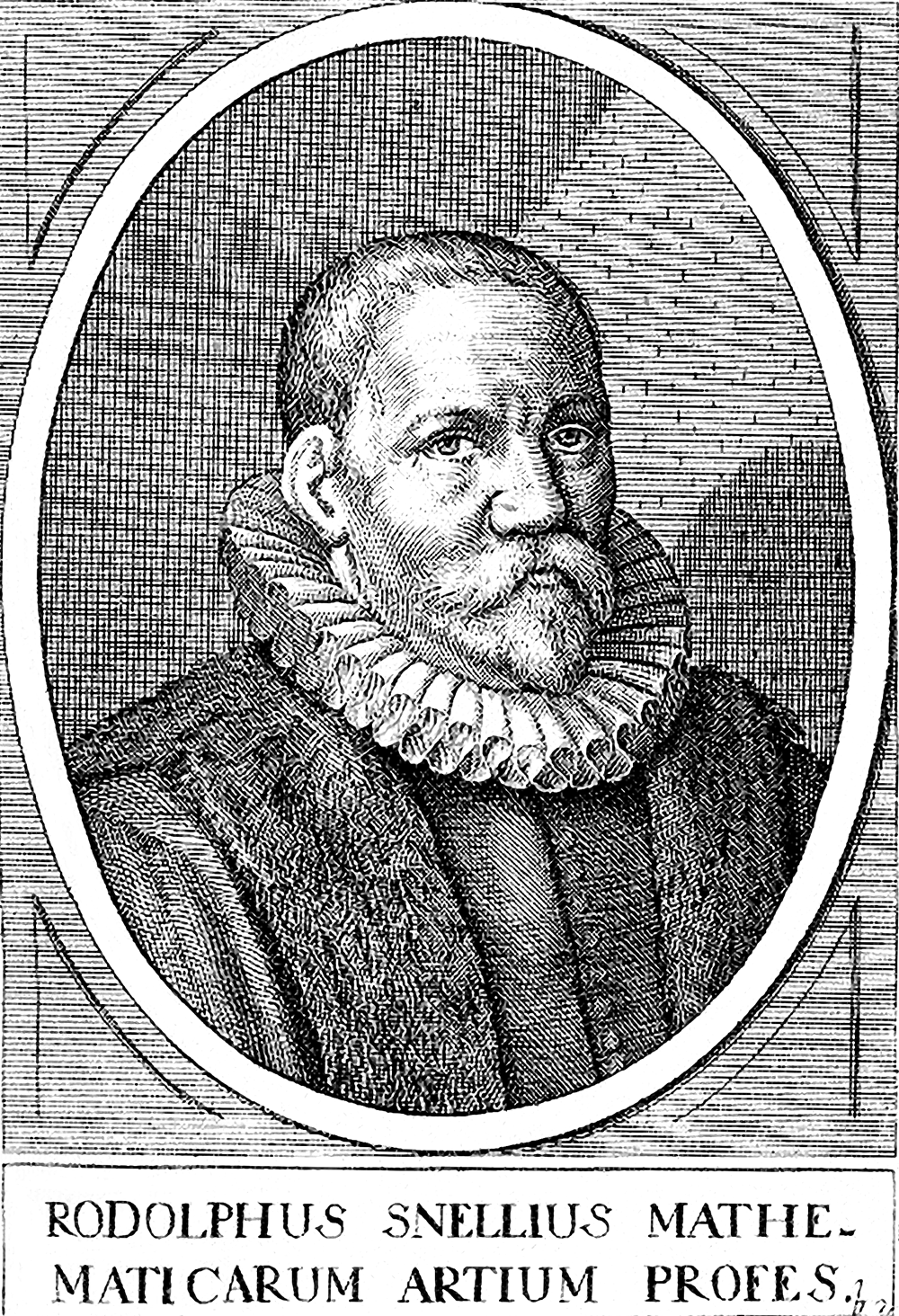

Rudolph Snel van Royen (Rudolph Snellius) (Oudewater, 5 oktober 1546 - Leiden, 1613) was een Nederlandse taal- en wiskundige. Hij is de vader van Willebrord Snel en beiden stonden bekend onder de naam Snellius. Rudolph was hoogleraar aan de Universiteiten van Marburg en Leiden.

## Leven
Geboren in een rijke familie in de Nederlanden, terwijl deze nog vanuit Brussel werden bestuurd, groeide Rudolf Snel op in de stad Oudewater. Toen hij oud genoeg was, studeerde hij aan de universiteiten van Keulen en Heidelberg. Na zijn afstuderen werd hij aangesteld aan de Universiteit van Marburg. Hoewel hij opgeleid was in de Aristoteliaanse logica, was hij geïnteresseerd geraakt in de nieuwe logica van Petrus Ramus, waarin hij ook les gaf naast wiskunde en talen.
In 1578 keerde Snellius terug naar Oudewater, kort nadat de bevolking van zijn geboortestad in 1575 was uitgeroeid na een Spaanse belegering tijdens de Nederlandse Opstand. Kort daarna werd hem de post van lector wiskunde, vanaf 1581 buitengewoon hoogleraar Oosterse talen aangeboden aan de net gestichte Universiteit van Leiden. In dezelfde zomer trouwde hij met Machteld Cornelisdochter, die de slachtpartij in Oudewater had overleefd. Zij vergezelde hem naar Leiden, waar hij tot zijn dood in 1613 lesgaf. Van 1584-1586 doceerde hij tevens Hebreeuws, in 1601 werd hij benoemd tot hoogleraar wiskunde.
Snellius (de gelatiniseerde vorm van Nederlandse achternaam, Snel of Snell) oefende invloed uit op enige van de leidende politieke en intellectuele personen in de Gouden Eeuw. Toen hij in 1575 Utrecht bezocht, raakte hij bevriend met de jonge Jacobus Arminius, een veelbelovende maar arme student uit Oudewater. Toen Snellius terugkeerde naar Marburg nam hij Arminius mee, die daar verder studeerde. Arminius kwam later net als Snellius naar Leiden om daar les te geven aan de Universiteit en zijn theologische doctrines waren van zeer grote invloed op de Reformatie in de Republiek der Zeven Verenigde Nederlanden en daarbuiten. Een andere student van Snellius, dit keer in Leiden, was het wonderkind, Hugo Grotius, die niet alleen nauw betrokken raakte in de politieke strijd rondom de persoon van Arminius, wat uiteindelijk resulteerde in de executie van Johan van Oldenbarnevelt, maar die later ook een van de grondleggers zou worden van het internationaal recht. Niet in de laatste plaats ten slotte beïnvloedde Snellius zijn zoon, Willebrord Snellius, die een eminent astronoom en wiskundige zou worden, en die zijn naam heeft gegeven aan de Wet van Snellius. Willebrord Snellius volgde zijn vader, na diens dood, in Leiden ook op als hoogleraar in de wiskunde.